# Theo Schiller

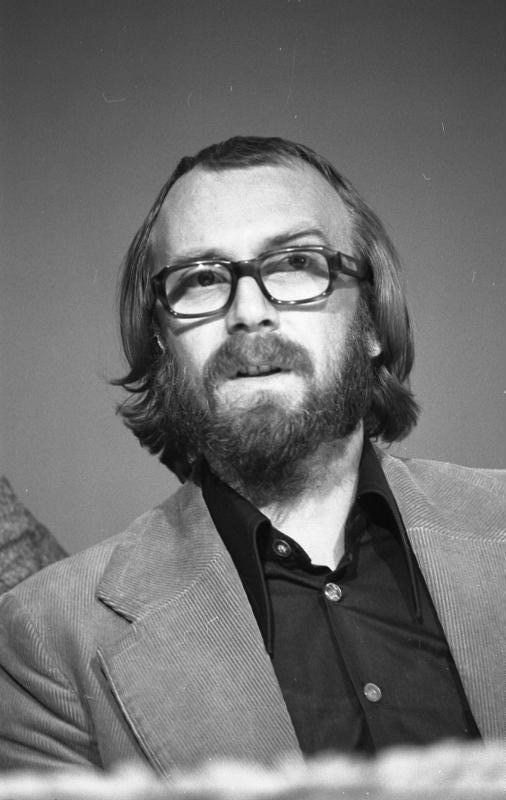
Theo Schiller auf dem FDP-Bundesparteitag 1975 in der Rheingoldhalle, Mainz

Theo Schiller (* 5. Februar 1942) ist ein deutscher Politikwissenschaftler  und linksliberaler Politiker (bis 1982 FDP, dann LD).

## Studium und berufliche Karriere
Theo Schiller studierte Rechtswissenschaft, Politikwissenschaft und Soziologie in Tübingen, Hamburg, Bonn und Frankfurt. 1965 legte er das erste juristische Staatsexamen ab und promovierte 1968 in Politikwissenschaft bei Karl Dietrich Bracher in Bonn. Daraufhin war er zunächst als politischer Berater in Bonn tätig. Im Oktober 1973 wurde er auf eine Professur für Politikwissenschaft an die Philipps-Universität Marburg berufen. Schiller war zeitweilig Dekan des Fachbereichs Gesellschaftswissenschaften und Philosophie, Geschäftsführender Direktor des Instituts für Politikwissenschaft und Vorsitzender des Prüfungsausschusses für die Diplomprüfung in Politikwissenschaft und Soziologie. In den Jahren 1997 bis 2001 war er Vizepräsident der Universität Marburg.

## Parteitätigkeit
Schiller trat 1962, als er in Hamburg studierte, dem Liberalen Studentenbund Deutschlands bei und wurde 1963 zu dessen stellvertretenden Bundesvorsitzenden gewählt. Er war von 1974 bis 1976 Vorsitzender der Jungdemokraten und bis 1982 Mitglied der FDP. Zwischen 1974 und 1980 war er Mitglied im Bundesvorstand. Nach der Wende von 1982 war er Mitgründer und erster Stellvertretender Bundesvorsitzender der Links-Abspaltung Liberale Demokraten, für die er bei der Landtagswahl in Hessen 1983 im Wahlkreis Gießen I kandidierte und dort 0,5 % der Stimmen erhielt.
Schiller war einer der Autoren des Perspektiv-Programms, das auf dem FDP-Bundesparteitag 1977 in Kiel die Freiburger Thesen fortzuschreiben versuchte, jedoch an der Mehrheit der Partei scheiterte.

## Sonstiges
Schiller war zeitweilig Mitglied im Kuratorium der Wolf-Erich-Kellner-Gedächtnisstiftung. Er ist seit 1999 Mitglied der Historischen Kommission für Hessen. Von 1974 bis 1985 war er Mitglied des Beirats der Friedrich-Naumann-Stiftung.

## Schriften
- Stiftungen im gesellschaftlichen Prozess. Ein politikwissenschaftlicher Beitrag zu Recht, Soziologie und Sozialgeschichte der Stiftungen in Deutschland. Nomos Verlag, Baden-Baden 1969.
- Föderalismus und gesamtstaatliche Verantwortung des Bundes, Bonn 1969.
- Liberalismus in Europa. Niedersächsische Landeszentrale für Politische Bildung, Hannover 1978.
- (gemeinsam mit Michael Th. Greven, Rainer Prätorius): Sozialstaat und Sozialpolitik. Krise und Perspektiven. Luchterhand, Neuwied 1980, ISBN 3-472-08015-9.
- FDP: Zurück zu den „reaktionären Ursprüngen“? In: Die Zeit, Nr. 47 vom 19. November 1982 (abrufbar auf Zeit Online).
- Sozialliberalismus. Thesen zu einem transatlantischen Vergleich. In: Karl Holl, Günter Trautmann und Hans Vorländer (Hrsg.): Sozialer Liberalismus, Vandenhoeck & Ruprecht, Göttingen 1986, S. 171–187.
- (Hrsg.): Parteien und Gesellschaft. Marburger Forum Philippinum. Hirzel, Stuttgart 1992, ISBN 3-8047-1203-7.
- (Hrsg. gemeinsam mit Thomas v. Winter): Politische Kultur im nördlichen Hessen. Schüren, Marburg 1993, ISBN 3-89472-085-9.
- Sozialpolitik in Kanada in den 80er Jahren. Nomos, Baden-Baden 1994, ISBN 3-7890-3433-9.
- Politische Soziologie (Lehrbuchbeitrag), München 1995.
- (Hrsg.): Direkte Demokratie in Theorie und kommunaler Praxis. Campus Verlag, Frankfurt a. M. 1999, ISBN 3-593-36322-4.
- Direkte Demokratie. Eine Einführung. Campus Verlag. Frankfurt a. M., 2002, ISBN 978-3-593-36614-2.
- (Hrsg. gemeinsam mit Volker Mittendorf): Direkte Demokratie. Forschung und Perspektiven. Springer Verlag, Wiesbaden 2002, ISBN 978-3-531-13852-7.
- Die FDP Hessen im bürgerlichen Koalitionslager. In: Wolfgang Schroeder (Hrsg.): Parteien und Parteiensystem in Hessen. Vom Vier- und Fünfparteiensystem? VS Verlag für Sozialwissenschaften, Wiesbaden 2008, ISBN 978-3-531-16003-0, S. 142–161.
- (gemeinsam mit Nadja Braun Binder und Hermann K. Heußner): Offenlegungsbestimmungen, Spenden- und Ausgabenbegrenzungen in der direkten Demokratie. Gutachten im Auftrag der Friedrich-Ebert-Stiftung. Friedrich-Ebert-Stiftung, Berlin 2014, ISBN 978-3-86498-888-2.
- (Hrsg. gemeinsam mit Wolfgang Form, Lothar Seitz): NS-Justiz in Hessen. Verfolgung, Kontinuitäten, Erbe, Historische Kommission für Hessen, Marburg 2015, ISBN 978-3-942225-28-1.